# Mirage Retail Group
De Mirage Retail Group (eerder Blokker Holding) is een voormalige Nederlandse onderneming die verschillende winkelketens en groothandels exploiteerde, zowel in Nederland als daarbuiten. Het bedrijf was actief in de detail- en groothandel van speelgoed, huishoudelijke artikelen en producten voor woning- en tuininrichting. Mirage Retail Group werd op 10 december 2024 failliet verklaard.

## Geschiedenis

### Voorloper
In Hoorn werd in 1896 de eerste winkel geopend door Jacob Blokker, grootvader van de voormalige voorzitter van de raad van bestuur Blokker Holding Jaap Blokker. Lange tijd was de familie Blokker eigenaar van de Blokker Holding.

### Recente geschiedenis
In 2014 begon de Blokker Holding met een grootscheepse reorganisatie. Zo kwamen er verkoopzuilen van de webshops in Blokker winkels en bracht men de online marketing en webshops onder in een nieuw bedrijf, genaamd Nextail. Winkels van buiten de holding werden in 2016 uitgenodigd om via Nextail Connect! hun producten te verkopen. Niet veel later, in 2018, werd Nextail Connect! omgedoopt tot Blokker Connect!.
Op 16 mei 2017 maakte de Blokker Holding bekend dat de formules Intertoys, Leen Bakker, Xenos, Toys XL, Big Bazar en Maxi Toys zouden worden verkocht. Ook de winkelformule Casa werd afgestoten. Daarmee werden de activiteiten van de divisies speelgoed en wonen beëindigd. De Marskramer-keten sloot ruim honderd winkels, terwijl de overige in een franchise-formule door zouden gaan. Een van de redenen voor de reorganisaties was het verlies van 180 miljoen euro in 2016. In oktober 2017 werd bekend dat de Blokker Holding de formules Intertoys, Toys XL en Bart Smit had verkocht aan de Britse investeerder Alteri.
In de periode tot en met maart 2018 werden honderd Blokker-winkels gesloten om kosten te drukken. Tevens sloot het distributiecentrum van Blokker in Mijdrecht.
Begin april 2019 werd de holding, met daarin de Blokker- en Big Bazarwinkels en de franchiseformule Marskramer, verkocht aan Michiel Witteveen. Drie weken later verkocht de Blokker Holding winkelformules Marskramer, Prima, Novy en Toys2Play aan Audax. In juli werd de naam gewijzigd van Blokker Holding in 'Mirage Retail Group'.

### Faillissement
Op 10 december 2024 vroeg Mirage Retail Group faillissement aan, nadat Blokker, het grootste dochterbedrijf, de maand daarvoor al failliet was verklaard. MRG werd verantwoordelijk gehouden voor de schulden van Blokker, waaronder achterstallige huur en coronaschulden van 13 miljoen euro. Er waren niet genoeg middelen om alle schuldeisers te betalen, zelfs niet na de verkoop van Intertoys. Eerder gingen ook BCC en Big Bazar, beide onderdeel van MRG, failliet. Het faillissement van MRG had geen directe invloed op de afwikkeling van Blokker.

## Ketens in 2019
De Mirage Retail Group was eigenaar van de volgende, voornamelijk in Nederland actieve winkelformules:
| Formule   | Jaar van oprichting | Aantal filialen | Onderdeel holding     | Actief in                    | Marktsegment                                              | Bijzonderheden |
| --------- | ------------------- | --------------- | --------------------- | ---------------------------- | --------------------------------------------------------- | --- |
| Blokker   | 1896                | 413             |                       | Nederland, Suriname          | Huishoudelijk (ook tuinartikelen, multimedia & speelgoed) | De oorsprong van het Blokker concern; ruim 20% van de filialen zijn franchise. Filialen in België en Luxemburg zijn in februari 2020 verkocht aan ondernemer Dirk Bron. |
| Intertoys | 1976                | 203             | 1993–2017, sinds 2019 | Nederland, België, Duitsland | Speelgoed                                                 | In 2017 verkocht aan Alteri, in 2019 teruggekocht. In 2023 in de markt gezet voor verkoop.                                                                              |
| Miniso    | 2019                | 8               | Sinds 2019            | Nederland                    | Huishoudelijk                                             | Mirage Retail Group is eigenaar van de franchise-rechten voor Nederland                                                                                                 |

### Resultaten
Blokker Holding had een gebroken boekjaar. Ieder boekjaar duurt 52 weken en een boekjaar wordt eind januari afgesloten. Blokker had naast eigen winkels ook nog ruim 300 franchiseondernemingen. De resultaten van het concern stonden onder neerwaartse druk en in 2014/15 werd een klein verlies geleden. De forse daling van het aantal vestigingen en medewerkers in 2014/15 was mede een gevolg van de deconsolidatie van Tuincentrum Overvecht en Casa.
Het forse verlies in 2016/17 was mede het gevolg van grote reorganisaties die in 2016 bij Blokker Nederland, Blokker België, Xenos, Cook&Co en Intertoys werden doorgevoerd. Door deze maatregelen werd de winst met ruim 100 miljoen euro gedrukt.
| Jaar    | Consumenten- omzet | Netto-omzet | Netto resultaat | Totaal vestigingen | Aantal werknemers |
| ------- | ------------------ | ----------- | --------------- | ------------------ | ----------------- |
| 2009/10 | 3434               | 2760        | 158             | 2825               | 24.546            |
| 2010/11 | 3433               | 2770        | 158             | 2884               | 25.094            |
| 2011/12 | 3367               | 2723        | 128             | 2907               | 25.547            |
| 2012/13 | 3234               | 2609        | 64              | 2943               | 25.985            |
| 2013/14 | 3120               | 2503        | 61              | 2939               | 25.652            |
| 2014/15 | 2663               | 2118        | -20             | 2365               | 22.195            |
| 2015/16 | n.b.               | 2109        | -52             | 2289               | 21.736            |
| 2016/17 | n.b.               | 1965        | -180            | 2168               | 20.990            |
| 2017/18 | n.b.               | 1583        | -344            | 950                | 8500              |
| 2018/19 | n.b.               | 817         | -344            | n.b.               | 7738              |
| 2019/20 | n.b.               | 544         | -144            | n.b.               | n.b.              |
| 2020/21 | n.b.               | 628         | 57              | n.b.               | n.b.              |

## Voormalige formules
| Formule      | Jaar van oprichting | Onderdeel holding | Actief in                                                                                 | Marktsegment                                         | Bijzonderheden |
| ------------ | ------------------- | ----------------- | ----------------------------------------------------------------------------------------- | ---------------------------------------------------- | --- |
| Toys XL      | 1996                | 1997–2017         | Nederland                                                                                 | Speelgoed                                            | In 1997 poging tot overname van de Nederlandse activiteiten van Toys "R" Us, sindsdien een minderheidsbelang van maximum 20%. In 2009 werd Toys "R" Us hernoemd in Toys XL. In 2017 verkocht aan Alteri. |
| Bart Smit    | 1967                | 1985–2017         | Nederland, België, Luxemburg                                                              | Speelgoed                                            | De meeste Nederlandse winkels zijn omgevormd tot Intertoys-winkels. In 2017 verkocht aan Alteri. |
| Casa         | 1958                | 1988–2016         | België, Frankrijk, Luxemburg, Spanje, Portugal, Italië, Zwitserland, Oostenrijk en Aruba. | Huishoudelijk                                        | Resultaten worden niet meer geconsolideerd |
| Cook & Co    | 2005                | 2005–2016         | Nederland                                                                                 | Huishoudelijk (keukenartikelen)                      | Winkels gesloten |
| Leen Bakker  | 1928                | 1988–2017         | Nederland, Nederlandse Antillen, België, Luxemburg                                        | Wonen, meubels en interieur                          | In mei 2017 verkocht aan Gilde Equity Management |
| Marskramer   | 1940                | 1993–2019         | Nederland                                                                                 | Huishoudelijk (met eigen speelgoedformule Toys2play) | Vanaf 2017 alleen franchisewinkels. In 2019 verkocht aan Audax. |
| Maxi Toys    | 1987                | 1997–2019         | België, Frankrijk, Luxemburg, Zwitserland                                                 | Speelgoed                                            | Grote winkels gevestigd aan de rand van grote steden, ook een webshop. In 2019 verkocht aan Green Swan.                                                                                                  |
| Novy         | 1997                | 1997–2019         | Nederland                                                                                 | Huishoudelijk                                        | Franchise-formule geëxploiteerd door Marskramer |
| Trend Center | 1978                | 1978–2019         | Nederland, Frankrijk, Duitsland                                                           | Groothandel in huishoudproducten                     | |
| Xenos        | 1973                | 1989–2018         | Nederland, Duitsland                                                                      | Huishoudelijk (cadeau & woondecoratie)               | Winkels in Duitsland zijn verkocht. Twee derde van de winkels in Nederland wordt Casa |
| Big Bazar    | 2007                | 2007-2021         | Nederland, België                                                                         | Huishoudelijk                                        | In 2021 verkocht aan BB Retail |
| BCC          | 1945                | 2020-2023         | Nederland                                                                                 | Elektronica                                          | Eind 2020 overgenomen van Fnac Darty, in 2023 failliet. |

Daarnaast maakten de winkelketens Giraffe, Holland Handels Huis, Hoyng, E-Plaza, Novalux, Diervoordeel en Tuincentrum Overvecht deel uit van Blokker Holding, maar ze zijn gestopt, overgegaan in andere ketens of verkocht.